# Шерегей, Иштван
И́штван Ше́регей (венг. Seregély István; 13 марта 1931 — 31 декабря 2018) — венгерский архиепископ-эмерит архиепархии Эгера, возглавлявший её в 1987—2007 годах.
Родился 13 марта 1931 года в Сомбатхее. По окончании семинарии рукоположен в священники 19 июня 1955 года в Сомбатхее. Служил в ряде приходов в разных частях страны.
5 июня 1987 года назначен архиепископом Эгера, 25 июля 1987 года рукоположен в епископы. Главным консекратором был кардинал Ласло Пашкаи. Епископским девизом выбрал фразу «Christus est via veritas et vita» (Христос — путь, истина и жизнь).
С 1990 по 2005 года возглавлял Конференцию католических епископов Венгрии. С 1992 по 2005 был главным канцлером Католического университета Петера Пазманя.
15 марта 2007 года подал в отставку с поста епископа по причине преклонного возраста. Его преемником на эгерской кафедре стал архиепископ Чаба Терняк. В 2011 году награждён Орденом Заслуг.